# NGC 3084
NGC 3084 (również IC 2528 lub PGC 28841) – galaktyka spiralna z poprzeczką (SBab/P), znajdująca się w gwiazdozbiorze Pompy. Odkrył ją John Herschel 26 marca 1835 roku.